# Gimnasio de los Trabajadores

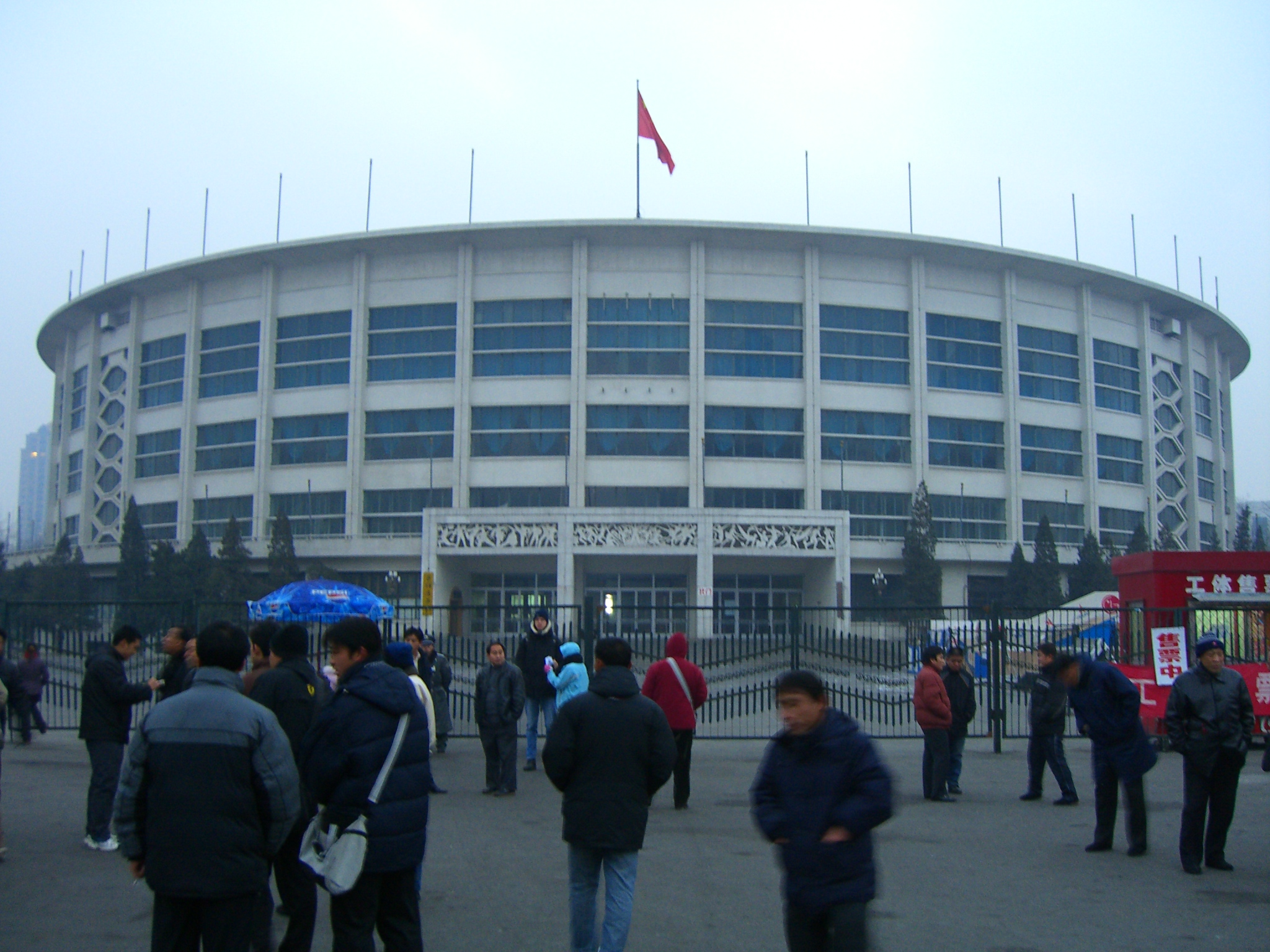
Aledaños del Gimnasio de los Trabajadores.

El Gimnasio de los Trabajadores es un pabellón deportivo, situado en Pekín (China) y en el cual se celebraron las competiciones de boxeo correspondientes a los Juegos Olímpicos de 2008. 
Con capacidad para 13 000 espectadores, esta instalación fue inaugurada en 1961 y renovada para los JJ. OO. en el año 2005.
Está ubicada en el distrito de Chaoyang, al oriente de la capital china, cerca del Estadio de los Trabajadores y a unos 7,5 km al sudeste del Parque Olímpico.